# テオドール・キルヒナー

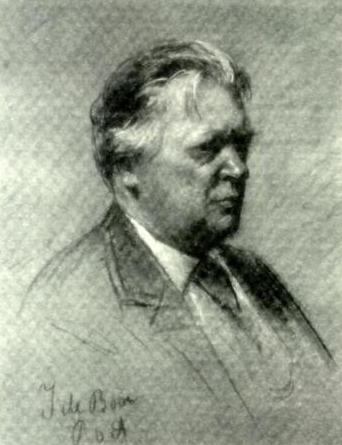
テオドール・キルヒナー

フュルヒテゴット・テオドール・キルヒナー（Fürchtegott Theodor Kirchner, 1823年12月10日 ケムニッツ近郊ノイキルヒェン – 1903年9月18日 ハンブルク）は、ドイツの作曲家・ピアニスト・オルガニスト・指揮者。シレジア・ドイツ人。当時はドイツ楽壇の重鎮の一人であり、19世紀の多くの指導的な作曲家から友情や尊敬を勝ち得ていた。
しかし、浪費癖や賭博癖といった自堕落な暮らしぶりのために、成功した活動を維持することができなかった。

## 略歴
すでに8歳にして洗練されたオルガニストにしてピアニストであったことから、1843年にフェリックス・メンデルスゾーンの推薦状を得てヴィンタートゥールのオルガニストに就任する。その地でほぼ20年を過ごしたが、たびたびドイツを訪れ、シューマン夫妻やヨハネス・ブラームスと親交を結んだ（クララ・シューマンはキルヒナーのことが大変気に入り、1860年代にはいちど秘密裡に交際したようだが、それでも「彼の性格には、およそ安定感というものがない」と書き残している）。1862年にチューリヒに移り、定期会員制の演奏会を監督した。この職務はわずか3年間しか続かず、ピアニストや伴奏者として巡業に取りかかった。1868年に結婚するも、生活は不幸であった。1870年からチューリヒでオルガニストを勤めた後、1872年に宮廷ピアニストとしてマイニンゲンに赴任し、翌年ヴュルツブルク音楽院の院長に就任する。1876年から1883年までライプツィヒに暮らし、その後1890年までドレスデンでスコアリーディングを指導した。1884年、ギャンブルで重ねた負債を清算できるように、ブラームスやハンスリック、ニルス・ゲーゼ、グリーグ、ハンス・フォン・ビューローが3万マルクを掻き集めてくれた。1890年に妻と家族を見棄ててハンブルクに移り、その地で以前の弟子の世話を受けた。1894年に2度の脳卒中によって不随となり、最晩年には全盲となった。

## 評価と作品
キルヒナーは、メンデルスゾーンや（『新音楽時報』紙上で手離しで褒めそやした）ロベルト・シューマン、フランツ・リストやリヒャルト・ワーグナー、ブラームスやグリーグからも評価されていた。有能な編曲家であり、ブラームスの二つの弦楽六重奏曲をピアノ三重奏曲に仕立てたり、《ドイツ・レクイエム》のボーカルスコアを作成したり、《ハンガリー舞曲集》の第3部・第4部や《ワルツ集「愛の歌」》をピアノ独奏用に編曲した。作曲家としては、濃密な抒情主義者であり天性の小品作家として、演奏時間が1分しかないような小曲を1000曲以上つくり出し（そのほとんどは小品集として収められている）、あたかも19世紀におけるアントン・ヴェーベルンの《バガテル》の先駆のようである。《ワルツ集》作品23（1876年作曲）はブラームスに献呈されており、性格的小品集《夜景》（Nachtbilder）作品25には、ブラームスの歌曲《私の女王よ、何とあなたは…》（Wie bist du, meine Königin）作品32-9からの引用が含まれる。オルガン曲や歌曲、多少の合唱曲や室内楽曲も手懸けてはいるが、管弦楽曲はまったく遺さなかった。しかし友人のハインリヒ・シュルツ＝ボイテンによって、キルヒナーのピアノ曲が管弦楽曲に編曲されている。
『キルヒナー作品全集』はヴィンタートゥールのアマデウス社が出版中である。